# Maxine
Karlee Leilani Perez (Tampa, Florida, 1986. április 19. –) amerikai pankrátor és modell, aki a WWE-nek dolgozik az NXT Redemption című műsorban Maxine néven szerepel.
Karrierjét 2009-ben kezdte, amikor szerződést kötött a World Wrestling Entertainmentel, ahonnan a Florida Championship Wrestlinghez, a WWE egyik fejlesztési alvállalatához került, ahol később a vállalat promóciós igazgatója lett. 2010 szeptemberben részt vett a NXT 3. évadjában, de másodiknak esett ki a műsorból. 2011 augusztusban Derrick Bateman barátnőjeként visszatért az NXT-be.

## Magánélete
Maxine spanyol, kubai, olasz, kínai, és hawaii felmenőkkel rendelkezik.